# Atletiek op de Olympische Zomerspelen 2016 – 3000 meter steeplechase vrouwen
De 3000 meter steeplechase vrouwen op de Olympische Zomerspelen 2016 in Rio de Janeiro vond plaats op 13 augustus (series) en 15 augustus 2016 (finale).

## Records
Voorafgaand aan het toernooi waren dit het wereldrecord en het olympisch record.
| Wereldrecord     | Gulnara Galkina | 8.58,81 | Peking | 17 augustus 2008 |
| Olympisch record | Gulnara Galkina | 8.58,81 | Peking | 17 augustus 2008 |

## Uitslagen
De volgende afkortingen worden gebruikt:
- Q - Gekwalificeerd door eindplaats
- q - Gekwalificeerd door eindtijd
- AR - Werelddeelrecord
- AJR - Wereldjeugddeelrecord
- NR - Nationaal record
- PB - Persoonlijke besttijd
- SB - Beste seizoensprestatie van atlete

### Kwalificatieronde
Kwalificatie: Top-3 van elke series (Q) plus de 6 tijdsnelsten (q) gaan door.

#### Heat 1
| Rang | Naam                     | Land | Tijd    | Opm. |
| ---- | ------------------------ | ---- | ------- | ---- |
| 1    | Ruth Jebet               | BRN  | 9.12,62 | Q    |
| 2    | Sofia Assefa             | ETH  | 9.18,75 | Q    |
| 3    | Gesa Felicitas Krause    | GER  | 9.19,70 | Q    |
| 4    | Colleen Quigley          | USA  | 9.21,82 | q    |
| 5    | Lydia Rotich             | KEN  | 9.30,21 | q    |
| 6    | Mariya Shatalova         | UKR  | 9.30,89 | PB   |
| 7    | Peruth Chemutai          | UGA  | 9.31,03 | PB   |
| 8    | Charlotta Fougberg       | SWE  | 9.31,16 |      |
| 9    | Özlem Kaya               | TUR  | 9.32,03 | SB   |
| 10   | Sviatlana Kudzelich      | BLR  | 9.32,93 | SB   |
| 11   | Fadwa Sidi Madane        | MAR  | 9.32,94 | SB   |
| 12   | Diana Martín             | ESP  | 9.44,07 |      |
| 13   | Ingeborg Løvnes          | NOR  | 9.44,85 |      |
| 14   | Kerry O'Flaherty         | IRL  | 9.45,35 | SB   |
| 15   | Juliana Paula dos Santos | BRA  | 9.45,95 |      |
| 16   | Erin Teschuk             | CAN  | 9.53,70 |      |
| 17   | Anju Takamizawa          | JPN  | 9.58,59 |      |

#### Heat 2
| Rang | Naam               | Land | Tijd     | Opm.  |
| ---- | ------------------ | ---- | -------- | ----- |
| 1    | Beatrice Chepkoech | KEN  | 9.17,55  | Q     |
| 2    | Emma Coburn        | USA  | 9.18,12  | Q     |
| 3    | Habiba Ghribi      | TUN  | 9.18,71  | Q, SB |
| 4    | Lalita Babar       | IND  | 9.19,76  | q, NR |
| 5    | Madeline Hills     | AUS  | 9.24,16  | q, SB |
| 6    | Fabienne Schlumpf  | SUI  | 9.30,54  | q, NR |
| 7    | Hiwot Ayalew       | ETH  | 9.35,09  |       |
| 8    | Matylda Kowal      | POL  | 9.35,13  | PB    |
| 9    | Sanaa Koubaa       | GER  | 9.35,15  | PB    |
| 10   | Victoria Mitchell  | AUS  | 9.39,40  | SB    |
| 11   | Michelle Finn      | IRL  | 9.49,45  |       |
| 12   | Tigist Mekonen     | BRN  | 9.49,92  |       |
| 13   | Maria Bernard      | CAN  | 9.50,17  |       |
| 14   | Meryem Akda        | TUR  | 9.50,28  |       |
| 15   | Sandra Eriksson    | FIN  | 9.56,77  |       |
| 16   | Luiza Gega         | ALB  | 9.58,49  |       |
| 17   | Nastassia Puzakova | BLR  | 10.14,08 |       |
| 18   | Amina Bettiche     | ALG  | 10.26,91 |       |

#### Heat 3
| Rang | Naam                 | Land | Tijd     | Opm. |
| ---- | -------------------- | ---- | -------- | ---- |
| 1    | Hyvin Jepkemoi       | KEN  | 9.24,61  | Q    |
| 2    | Genevieve LaCaze     | AUS  | 9.26,25  | Q    |
| 3    | Courtney Frerichs    | USA  | 9.27,02  | Q    |
| 4    | Geneviève Lalonde    | CAN  | 9.30,24  | q    |
| 5    | Zhang Xinyan         | CHN  | 9.31,47  |      |
| 6    | Anna Emilie Møller   | DEN  | 9.32,68  | AJR  |
| 7    | Etenesh Diro         | ETH  | 9.34,70  | q    |
| 8    | Aisha Praught        | JAM  | 9.35,79  | q    |
| 9    | Sudha Singh          | IND  | 9.43,29  |      |
| 10   | Salima Elouali Alami | MAR  | 9.44,83  |      |
| 11   | Eliane Saholinirina  | MAD  | 9.45,92  |      |
| 12   | Sara Louise Treacy   | IRL  | 9.46,24  | q    |
| 13   | Ancuța Bobocel       | ROU  | 9.46,28  |      |
| 14   | Tuğba Güvenç         | TUR  | 9.49,93  | SB   |
| 15   | Maya Rehberg         | GER  | 9.51,73  |      |
| 16   | Belén Casetta        | ARG  | 9.51,85  |      |
| 17   | Lennie Waite         | GBR  | 10.14,18 |      |

### Finale
| Rang   | Naam                  | Land | Tijd    | Opm. |
| ------ | --------------------- | ---- | ------- | ---- |
| Goud   | Ruth Jebet            | BRN  | 8.59,75 | AR   |
| Zilver | Hyvin Jepkemoi        | KEN  | 9.07,12 |      |
| Brons  | Emma Coburn           | USA  | 9.07,63 | AR   |
| 4      | Beatrice Chepkoech    | KEN  | 9.16,05 | PB   |
| 5      | Sofia Assefa          | ETH  | 9.17,15 | SB   |
| 6      | Gesa Felicitas Krause | GER  | 9.18,41 | PB   |
| 7      | Madeline Hills        | AUS  | 9.20,38 | PB   |
| 8      | Colleen Quigley       | USA  | 9.21,10 | PB   |
| 9      | Genevieve LaCaze      | AUS  | 9.21,21 | PB   |
| 10     | Lalita Babar          | IND  | 9.22,74 |      |
| 11     | Courtney Frerichs     | USA  | 9.22,87 |      |
| 12     | Habiba Ghribi         | TUN  | 9.28,75 |      |
| 13     | Lydia Rotich          | KEN  | 9.29,90 |      |
| 14     | Aisha Praught         | JAM  | 9.34,20 |      |
| 15     | Etenesh Diro          | ETH  | 9.38,77 |      |
| 16     | Geneviève Lalonde     | CAN  | 9.41,88 |      |
| 17     | Sara Louise Treacy    | IRL  | 9.52,70 |      |
| 18     | Fabienne Schlumpf     | SUI  | 9.59,30 |      |